# ان‌جی‌سی ۵۰۰۳
ان‌جی‌سی ۵۰۰۳ (انگلیسی: NGC 5003) نام یک کهکشان مارپیچی است.